# Serguei Ogniov
Aquest autor és citat en taxonomia animal amb el nom «Ogniov».
Serguei Ivànovitx Ogniov (rus: Серге́й Ива́нович Огнёв) (Moscou, 17 de novembre del 1886 – 20 de desembre del 1951) fou un científic, zoòleg i naturalista rus, conegut sobretot pel seu treball en mastologia. El 1910 es va graduar de la Universitat Estatal de Moscou i va publicar la seva primera monografia el mateix any.
El 1928 va esdevenir professor a la Universitat Pedagògica Estatal de Moscou. Va publicar tota una sèrie de llibres de text de zoologia i economia. La seva obra mestra, un treball sobre els mamífers de Rússia i els territoris adjacents, no va ser acabada mai.